# Hermodórosz (epigrammaköltő)
Hermodórosz (Kr. e. II. század?) ókori görög epigrammaköltő.
Életéről semmit sem tudunk. Munkásságából egyetlen epigramma maradt ránk, amelyet Praxitelész Aphroditéjéra és Pheidiasz Pallasz Athénéjéra írt, ez ma az Anthologia Graeca részét képezi. A fennmaradt mű:
Vándor, a knídoszi Aphroditét meglátva, ekképp szólsz:
 „Úr vagy az embereken, s úr vagy az isteneken.”
Ám ha a lándzsavivő Pallaszra tekintesz Athénban,
 így szólsz: „Hát kondás volt e Parisz csakugyan.”